# Зігнутолистник
Зігнутолистник (Campylophyllum) — рід мохів родини Hypnaceae.
Вперше цей рід був описаний Вільгельмом Філіпом Шимпером.
Види цього роду зустрічаються в Європі та Америці.
Види:
- Campylophyllum calcareum
- Campylophyllum halleri
- Campylophyllum sommerfeltii

## Таксономічна примітка
Рід зігнутолистник (Campylophyllum) відносять як до Hypnaceae, так і до Amblystegiaceae.